# Rogas melanosoma
Rogas melanosoma är en stekelart som först beskrevs av William Harris Ashmead 1905.  Rogas melanosoma ingår i släktet Rogas och familjen bracksteklar. Inga underarter finns listade i Catalogue of Life.